# Gavara velutina
Gavara velutina is een vlinder uit de familie slakrupsvlinders (Limacodidae). De wetenschappelijke naam van deze soort is voor het eerst geldig gepubliceerd in 1857 door Walker.
De soort komt voor in tropisch Afrika.